# Búcs
Búcs (szlovákul: Búč) község Szlovákiában, a Nyitrai kerület Komáromi járásában. A falu elsősorban szőlőtermesztéséről ismert.

## Fekvése
Komáromtól 28 km-re északkeletre fekszik, a Bátorkeszi-Fényes patak partján.

## Élővilága

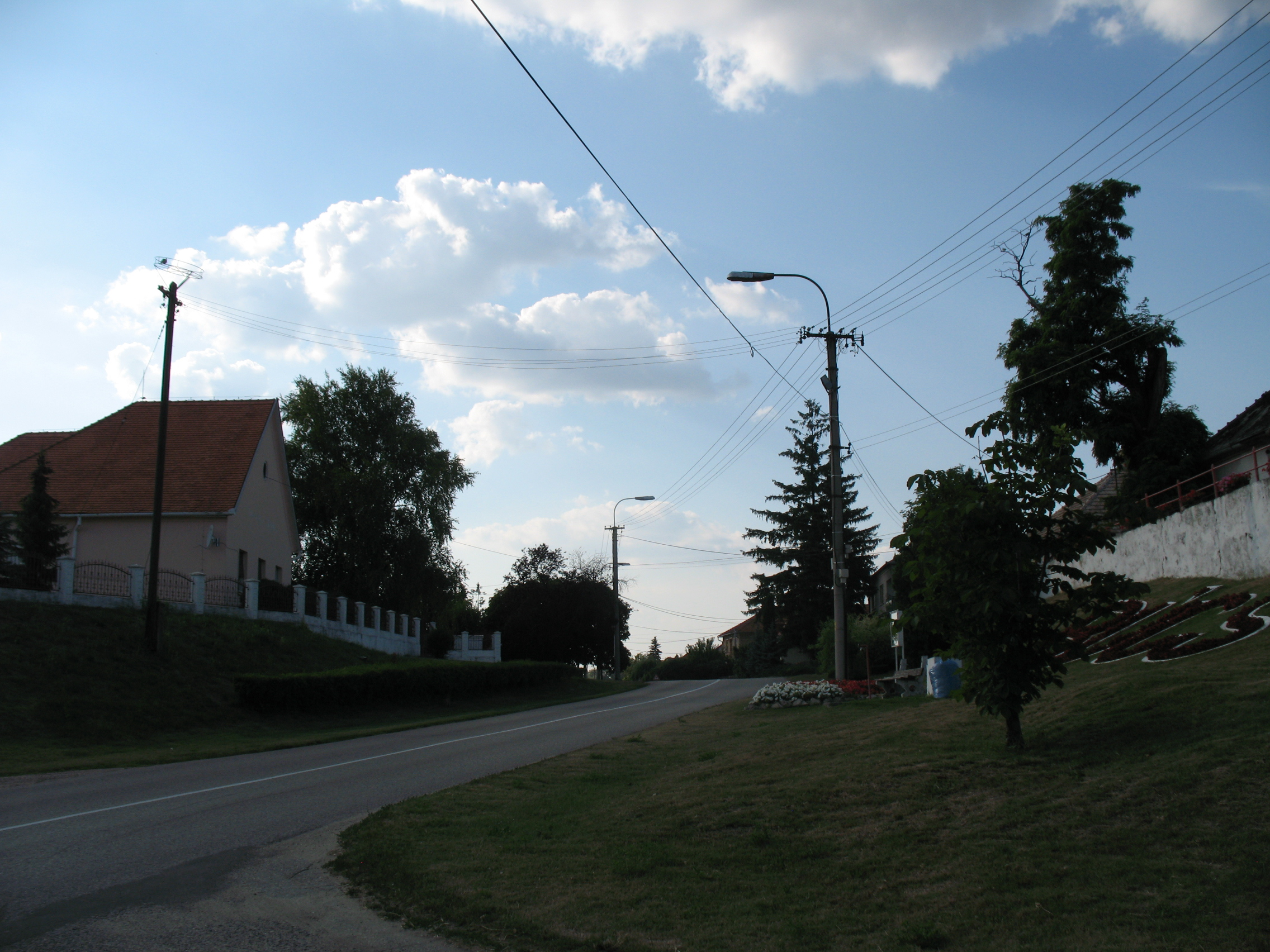
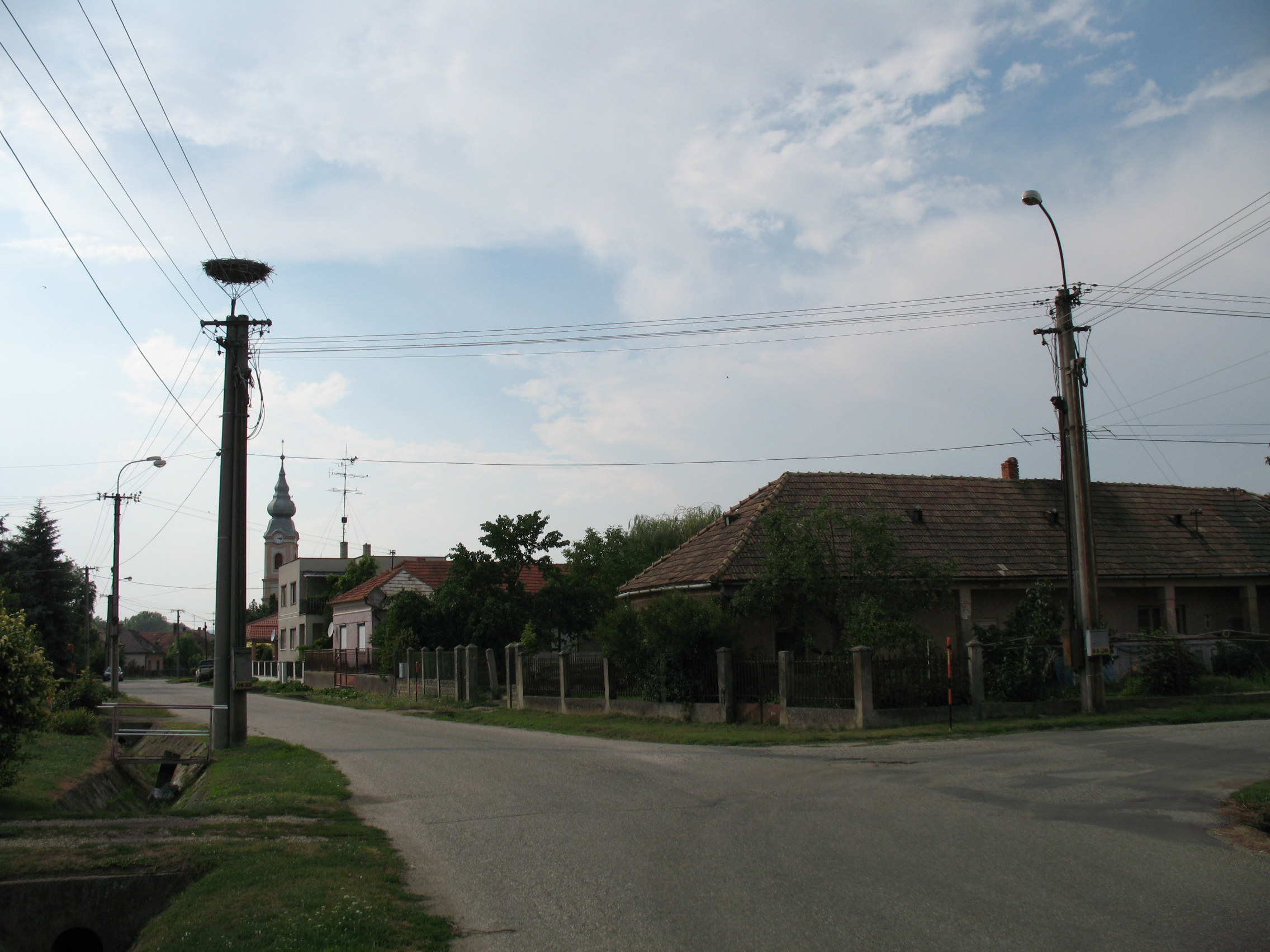
Gólyafészek a Templom utcán 2012-ben
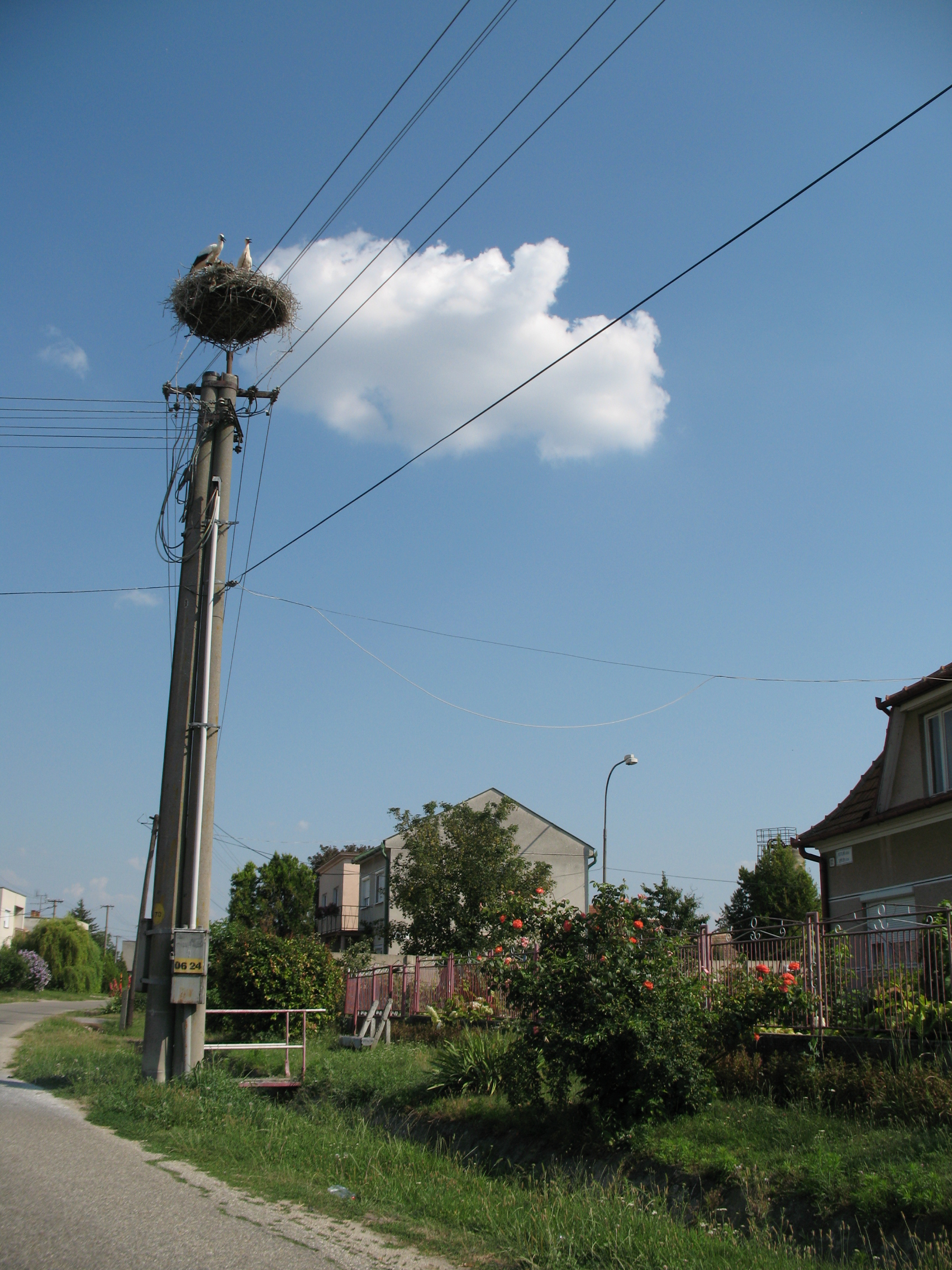
2013
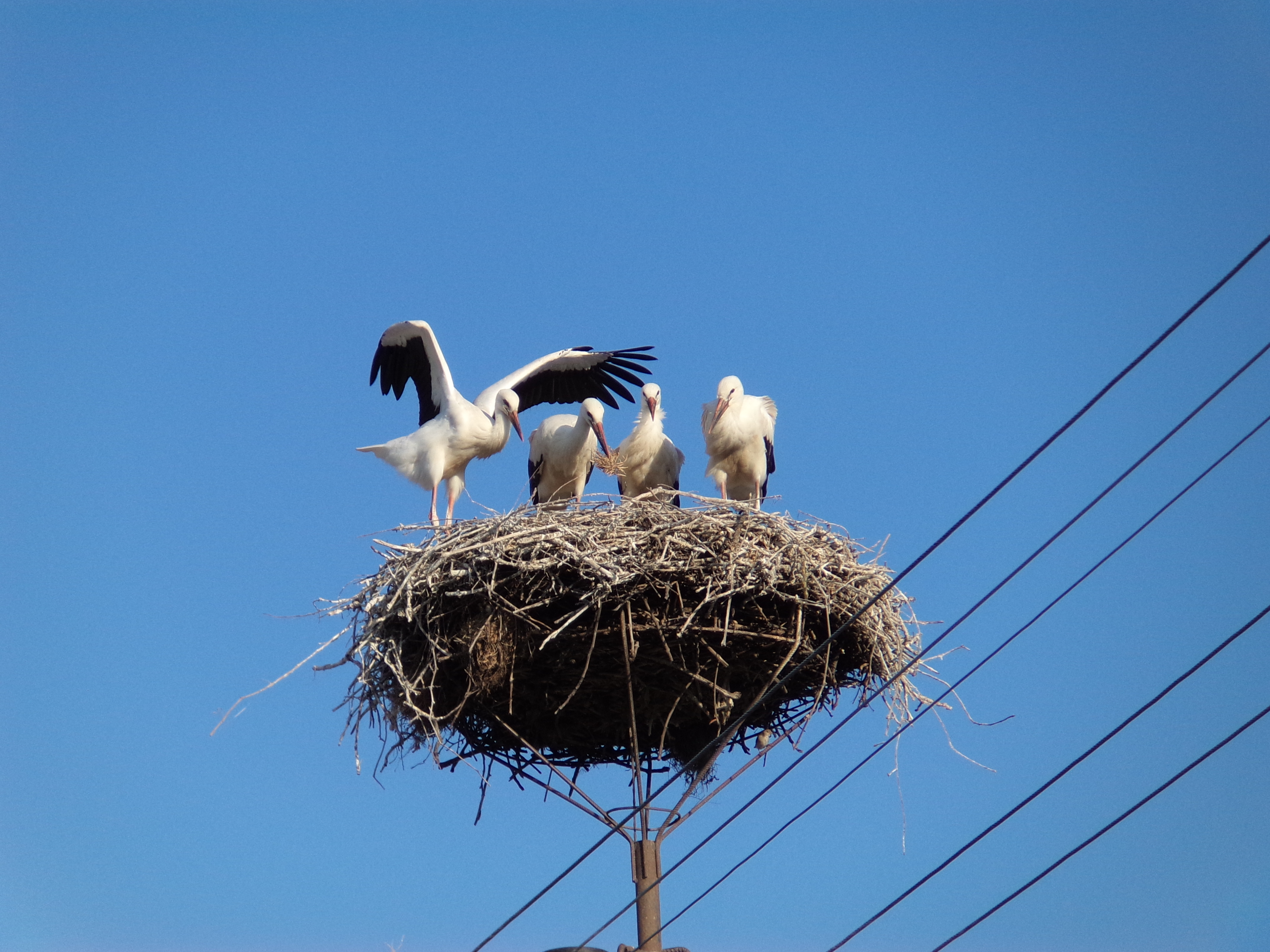
2015
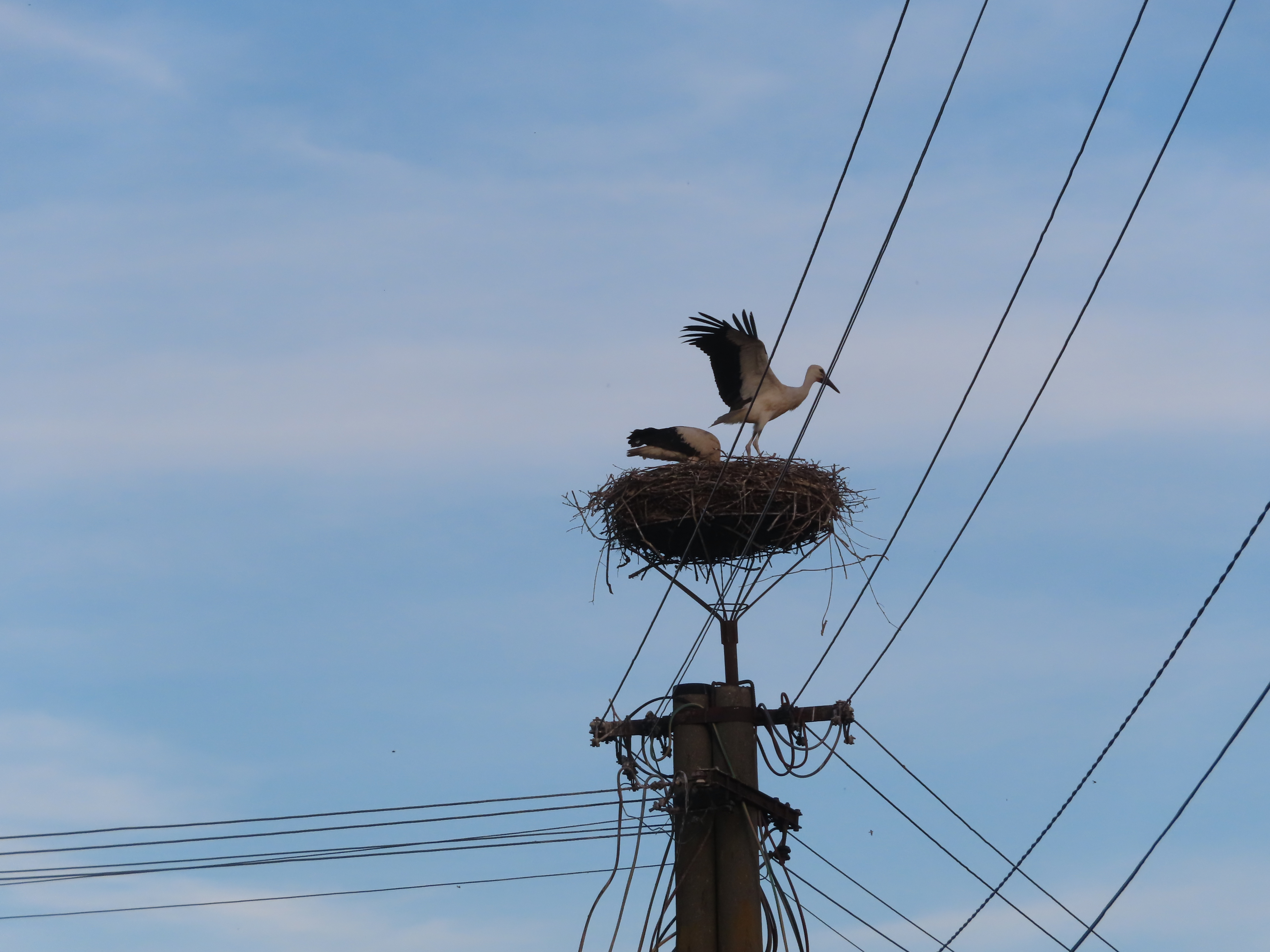
2022

Búcson hosszú ideig fészkeltek gólyák. A főút mentén fészekalátét van. A főutcában lévő gólyafészekben 2011-ben még 3 fiókát számoltak össze, 2012-ben azonban nem költöttek. 2013-ban egy fióka elpusztult, így csupán kettő maradt életben. 2014-ben 3 fiókát, 2015-ben 4 fiókát számoltak össze.

## Története

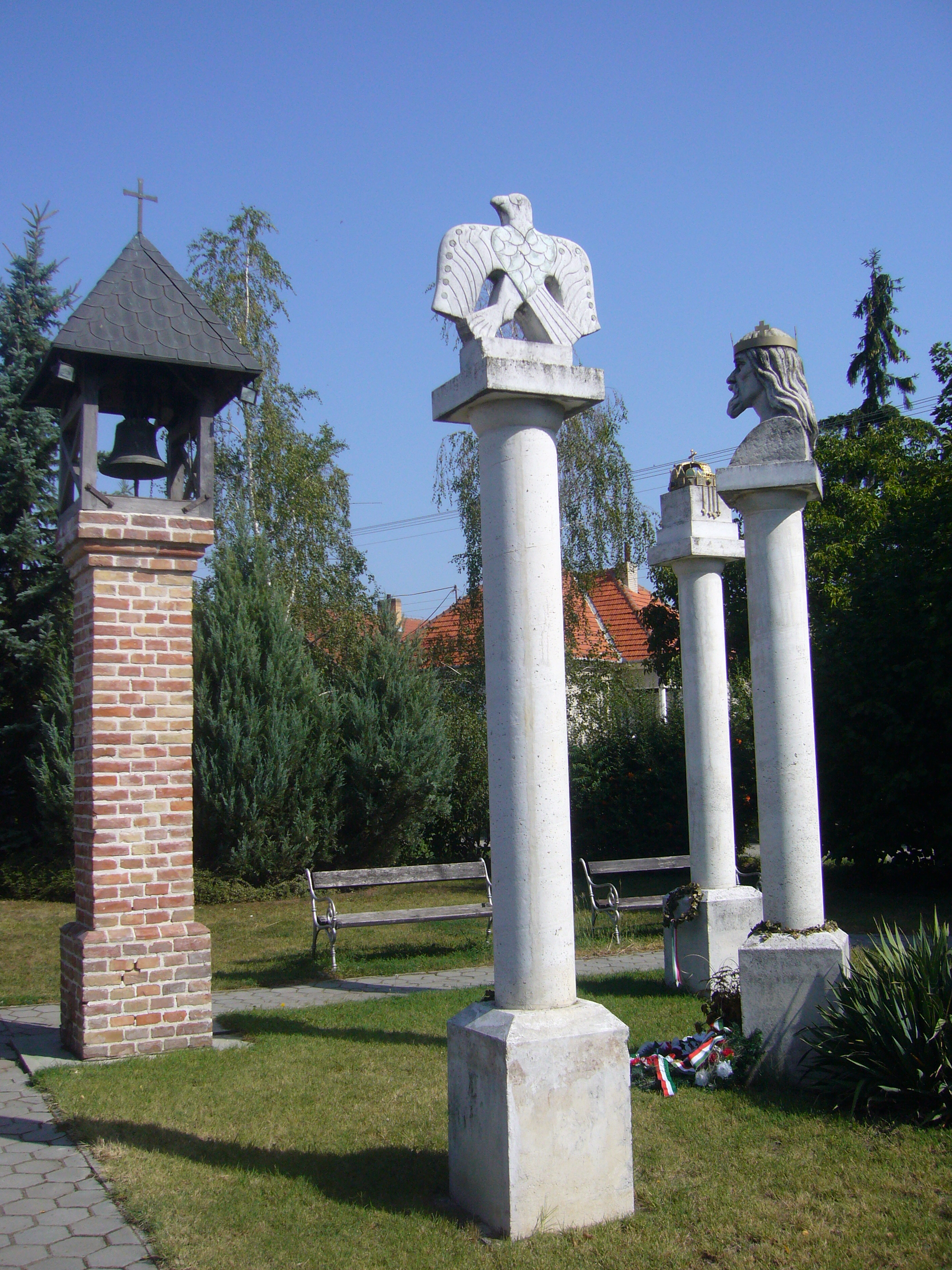
Központ

A mai falu helyén a honfoglalás után valószínűleg Bulcsú vezér szállásterülete volt, a falu innen kapta nevét. Az egykori magyar szállásterület tényét a környező területek régészeti leletei is bizonyítják.
A falut 1208-ban említik először, amikor birtokosa, János esztergomi érsek a falut az esztergomi káptalannak adja. 1212-ben Bulchu néven említik. 1332-ben a pápai tizedjegyzékben Bulsou néven szerepel.
A falu temploma már a 13. század elején állt. A mai faluház melletti dombon bencés kolostor volt egykor. 1311-ben a Csák Máté pártján álló Móricz bán fiai, Mihály és András a falut, mint az ellenséges esztergomi érsek birtokát feldúlták és felégették. Nem sokkal ezután azonban újjáépült. 1549-ben a falu a török hódoltság része lett, azonban a falu mind a káptalannak, mind a töröknek adózott. 1570-ben 20 házában 47 lakost számláltak. Az esztergomi érsekség birtokán 1597-ben végeztek kárfelmérést. A reformáció terjedése következtében Búcs lakói is az új vallás hívei lettek. A török háborúk során a község többször is gazdát cserélt, míg végleg 1683-ban szabadult fel a török uralom alól. 1691-ben az első megyei tisztújító közgyűlés színhelye volt. 1755-ben 43 katolikus és 523 református lakosa volt. 1848-ig az esztergomi érsekséghez tartozott.
Vályi András szerint "BÚCS. Magyar falu Esztergom Vármegyében, földes Ura az Esztergomi Fő Érsegség, lakosai katolikusok, és reformátusok, fekszik Mocsnak szomszédságában, mellynek filiája, Bátorkeszítöl fél mértföldnyire, kevés szőlei vagynak, földgye jó, eladásra Duna vizén, és Esztergomban jó módgya, de mivel, fája nintsen, legelője száraz, és földgyeinek egy részét a’ Duna gyakorta elönti, a’ mellette lévő tavak szólgáltatnak a’ falúbélieknek tüzelésre, ’s ház fedezésre való nádat, második Osztálybéli."
Fényes Elek szerint "Búcs, magyar falu, Esztergom, vagy az uj rendezés szerint Komárom vgyében, ut. post. Köbölkut; Bátorkesz, Muzsla, Karva, Mocs helységek közt, 1638 lak., kik 110 kath. kivéve, mindnyájan reformatusok, anyatemplommal. Egészen róna határa első osztálybeli, s a lakosok birnak 1267 1/2 hold első, 679 1/2 hold második osztálybeli szántóföldet, 521 hold rétet, 572 kapa szőlőt, igen jó legelőt. Sok szarvasmarhát és ludat tenyészt. Birja az esztergomi érsek."
A trianoni békeszerződésig Esztergom vármegye Párkányi járásához tartozott. 1945. január 6. és március 28. között Búcs frontvonalba került és az állandó harcok közepette súlyos károkat szenvedett. A község határában zuhant le és halt hősi halált 1945. február 19-én, a Magyar Királyi Honvéd Légierő 101. Vadászrepülő ezrede 7. századának kötelékében harcoló Horváth György hadnagy, miután repülőgépét Esztergom légterében találat érte.
Napjainkban gyorsan fejlődő falusi turizmusáról is nevezetes.

## Népessége
| Év:            | 1994. | 2004.    | 2014.   | 2024.   |
| -------------- | ----- | -------- | ------- | ------- |
| Emberek száma: | 1337  | 1196     | 1151    | 1118    |
| Eltérés:       |       | -10,54 % | -3,76 % | -2,86 % |

| Év:            | 2023. | 2024.   |
| -------------- | ----- | ------- |
| Emberek száma: | 1113  | 1118    |
| Eltérés:       |       | +0,44 % |

1880-ban 1552 lakosából 1483 magyar és 4 szlovák anyanyelvű volt.
1890-ben 1621 lakosából 1598 magyar és 7 szlovák anyanyelvű volt.
1900-ban 1651 lakosából 1650 magyar és 1 szlovák anyanyelvű volt. Ebből 1399 református, 227 római katolikus, 23 izraelita és 2 evangélikus vallású volt.
1910-ben 1584 lakosa mind magyar anyanyelvű volt.
1921-ben 1585 lakosából 1533 magyar és 26 csehszlovák volt.
1930-ban 1621 lakosából 1501 magyar és 100 csehszlovák volt.
1941-ben 1651 lakosából 1628 magyar és 23 szlovák volt.
1970-ben 1662 lakosából 1513 magyar és 146 szlovák volt.
1980-ban 1544 lakosából 1428 magyar és 114 szlovák volt.
1991-ben 1347 lakosából 1268 magyar és 79 szlovák volt.
2001-ben 1243 lakosából 1164 magyar és 79 szlovák volt.
2011-ben 1190 lakosából 1084 magyar, 92 szlovák, 2 cigány, 2 cseh és 10 ismeretlen nemzetiségű volt. Ebből 713 református és 349 római katolikus vallású.
2021-ben 1148 lakosából 996 (+23) magyar, 119 (+9) szlovák, 1 (+4) cigány, 5 egyéb és 27 ismeretlen nemzetiségű volt.

## Nevezetességei

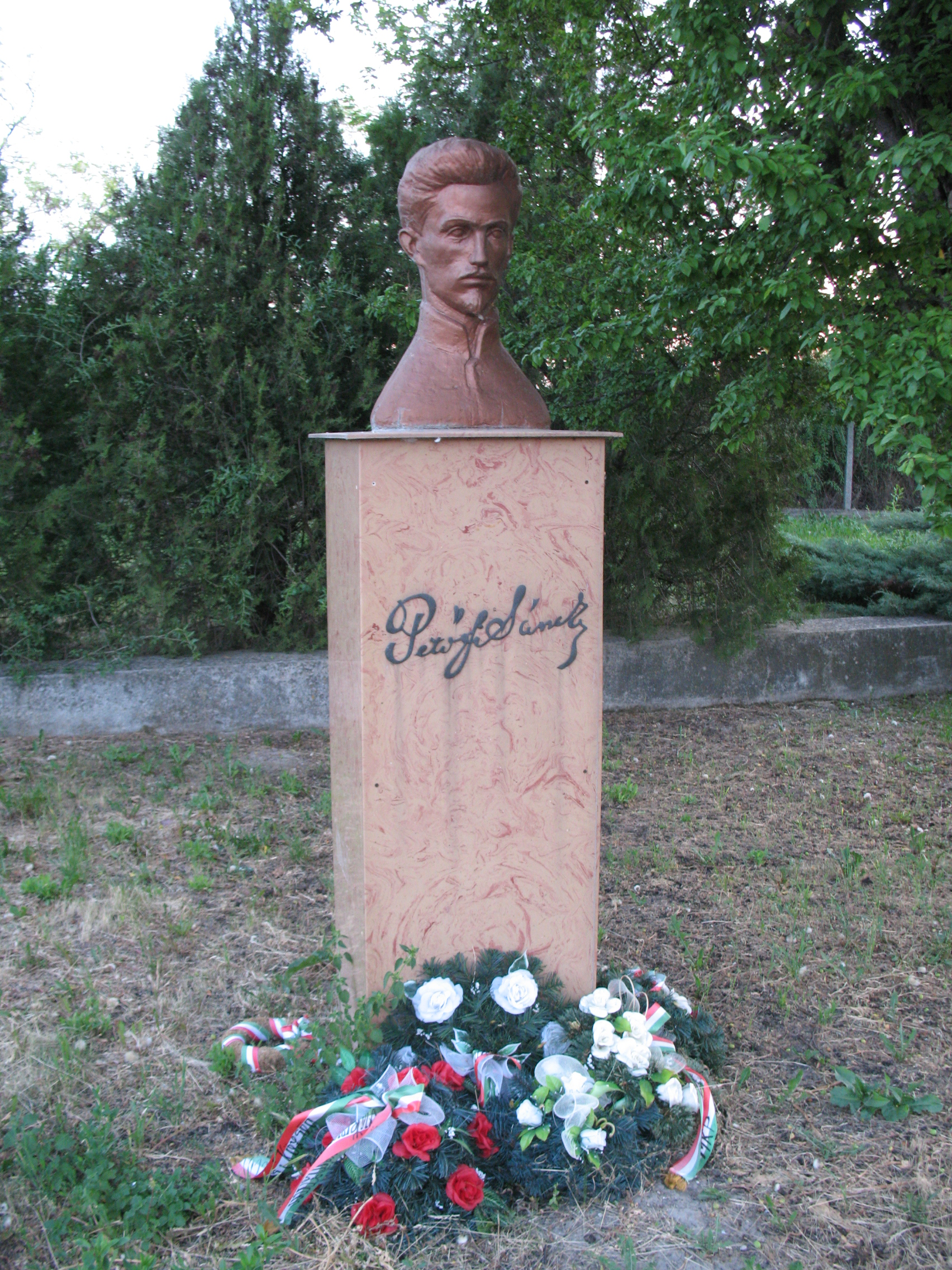
Petőfi-szobor
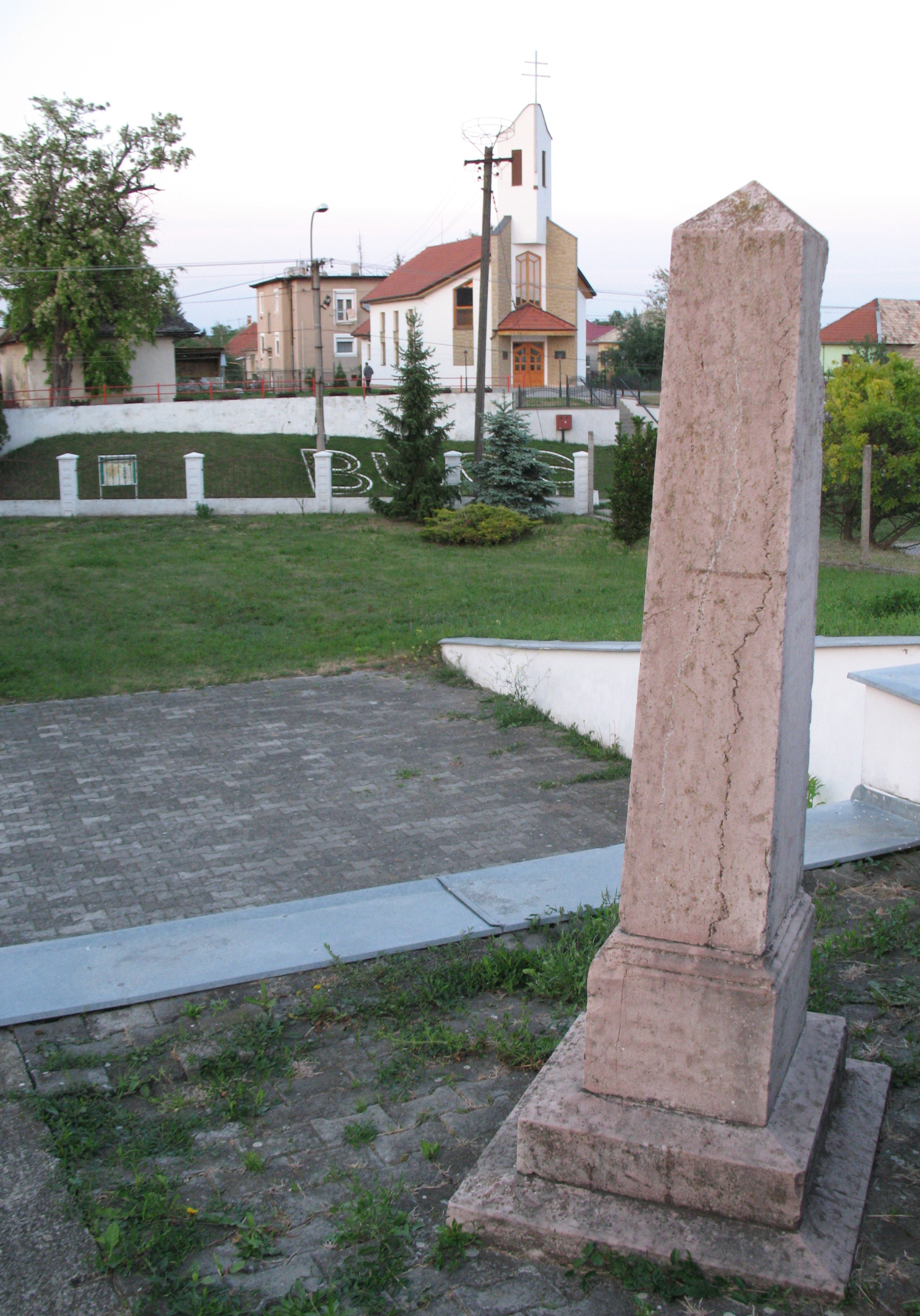
Erzsébet királyné emlékműve

- Református temploma 1784-ben épült klasszicista stílusban, tornya 1791-ben készült el. 1817-ben és 1911-ben bővítették és megújították.
- A katolikus hívek 1914-ben építették haranglábukat.
- Modern katolikus temploma a 2000-es években épült.
- A millenniumi emlékmű a faluház udvarán áll, 1899-ben emelték.[forrás?] Közelében Petőfi Sándor 1998-ban felavatott szobra áll.
- Erzsébet királyné emlékoszlopát halálának évfordulóján, 1899. szeptember 10-én avatták fel.[9] A királyné emlékére a régi barátkolostor helyén 2000 akácfát, 100 lucfenyőt, 50 égert és 50 nyírfát ültettek, illetve gyümölcsöst hoztak létre Erzsébet királyné-liget néven.[10]
- Bulcsú vezér lovasszobrát 1997-ben állították.
- A pincesor a Dunamocsra vezető út (melynek jegenyesora védett) közelében található.
- Szüreti Ünnepség (szeptemberben).
- A falunak 13 hektáros halastava is van.
- A falu déli peremén található a Búcsi-szikes védett terület.
- Esterházy János mellszobrát és a róla elnevezett emlékparkot 2005-ben adták át.
- Népviseletes Babák Háza – 2010. május 3-án nyitották meg. Alapítója a Kultúráért és Turizmusért Társulás. A múzeumban felvidéki népviseletbe öltözött babák vannak kiállítva.[11]

## Neves személyek
- Katona Mihály geográfus 1803-tól haláláig (1822) itt volt lelkipásztor. A búcsi alapiskolát róla nevezték el.
- Nagy István református lelkész, amatőr botanikus 1905. november 23-án itt született.
- Gál Sándor költő, író, esszéíró, kritikus, publicista, műfordító.[12] Búcson született 1937. november 29-én.
- Soóky László (1952–2020) költő, író, drámaíró
- Innét származott Jókai Tibor (1967–2018) pedagógus, a SzMPSz elnöke.[13]

## Képtár

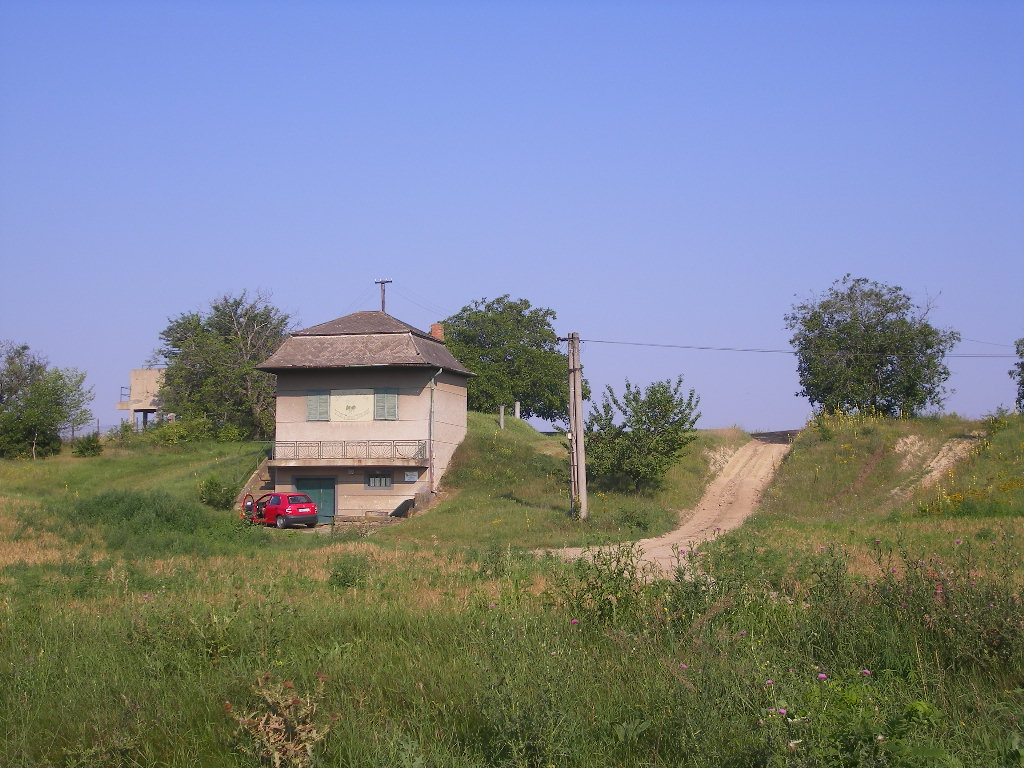
Részlet a pincesorról
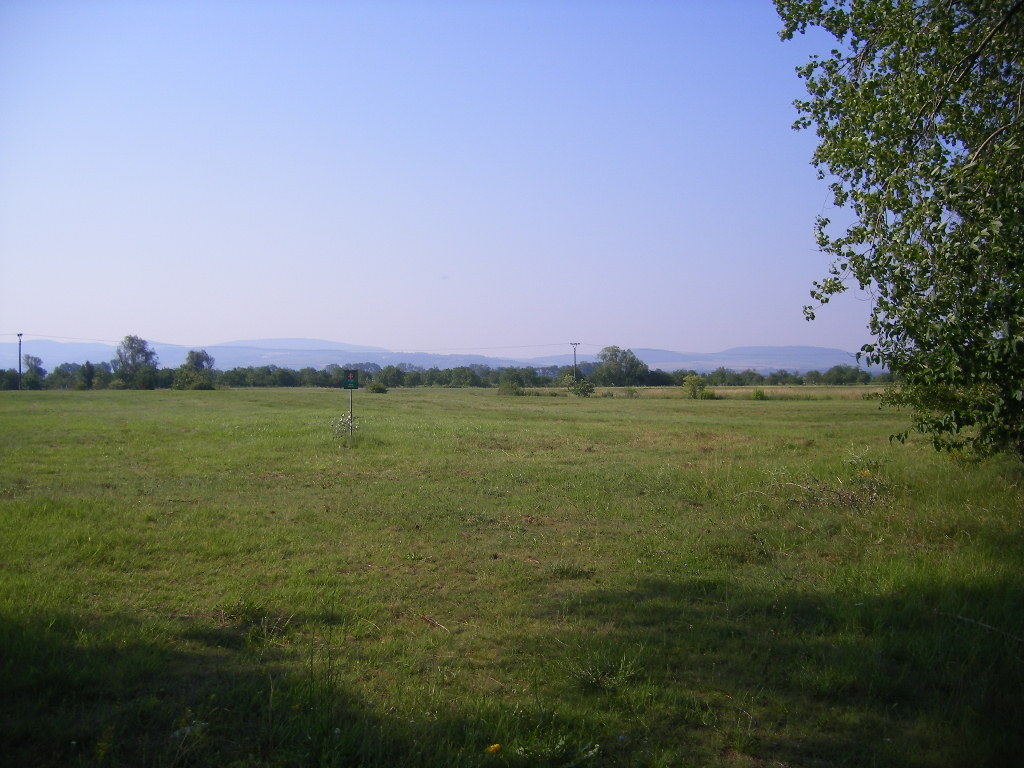
Búcsi szikes Természetvédelmi Terület
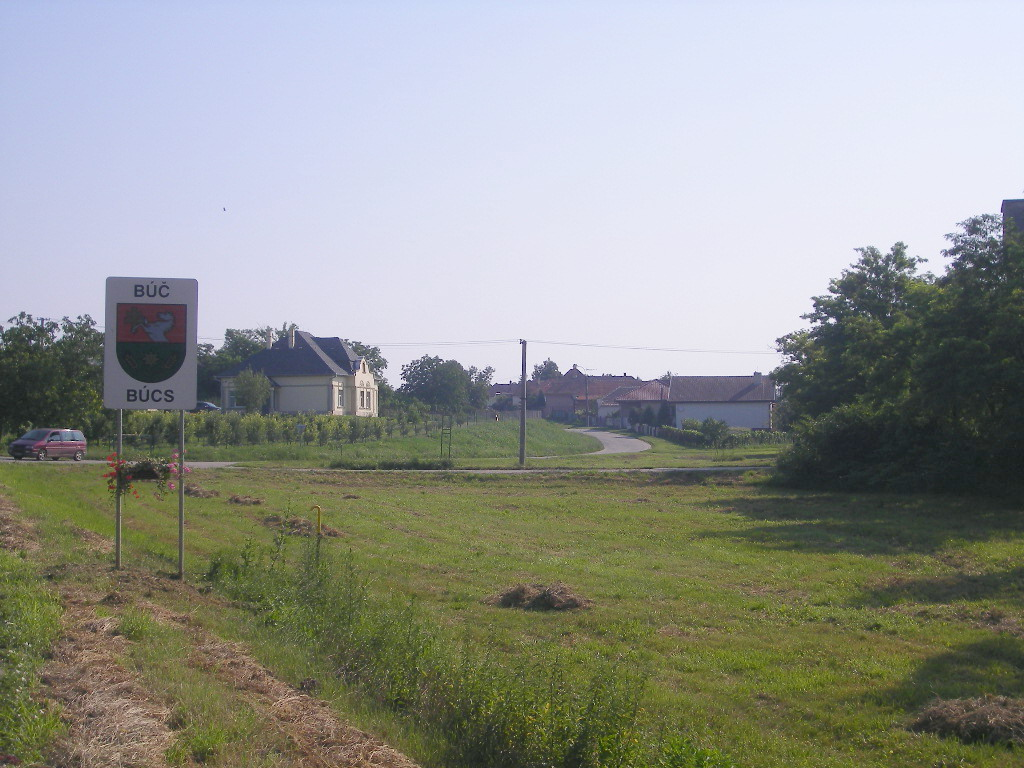
Kétnyelvű tábla
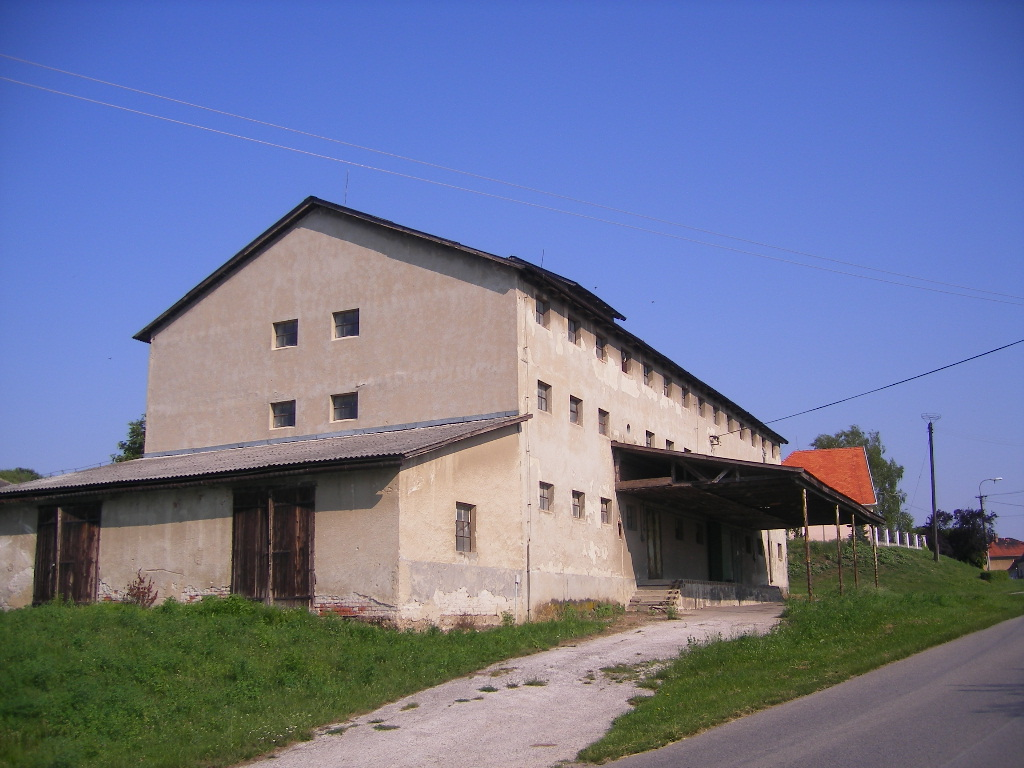
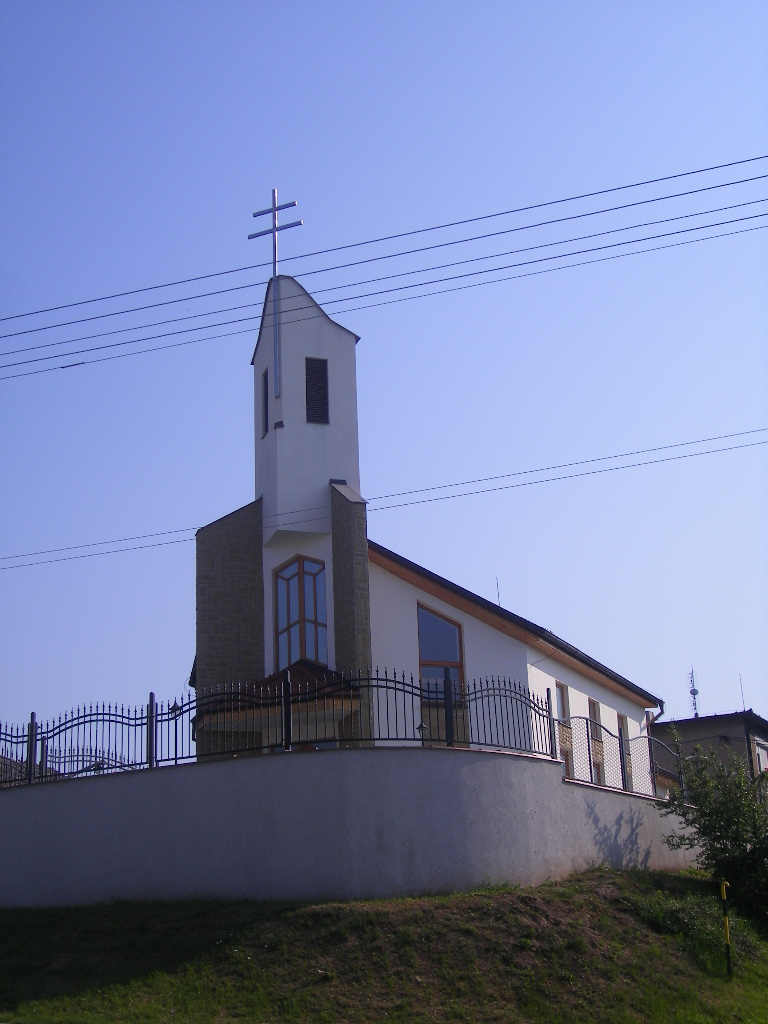
Katolikus templom
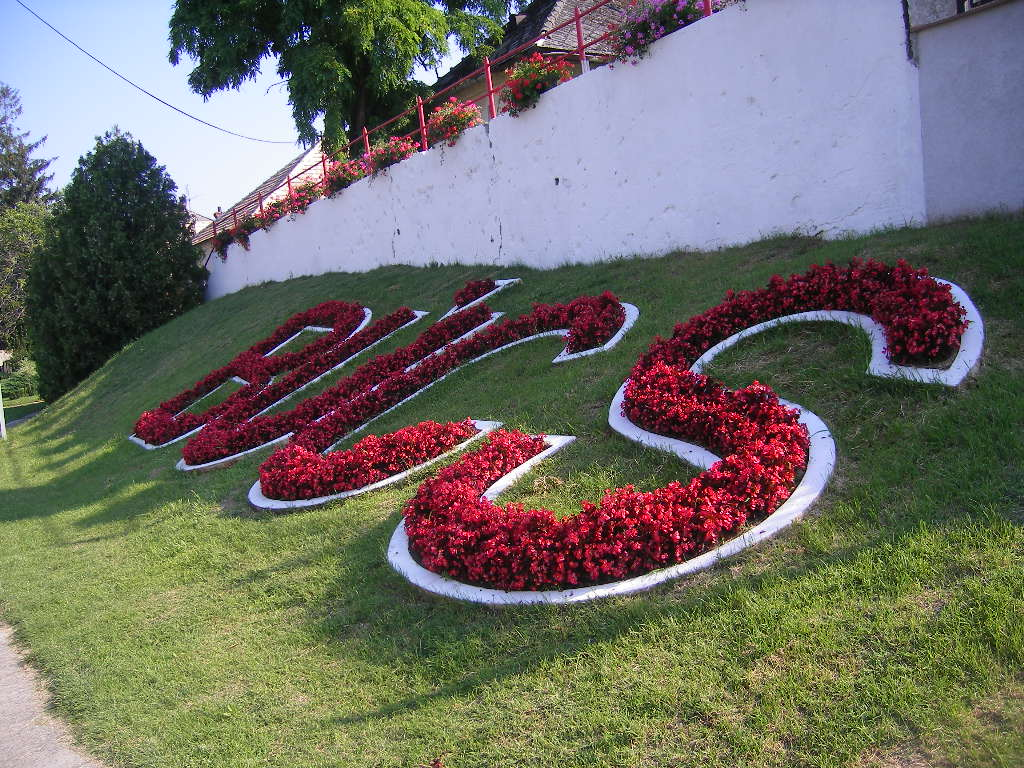
Parkosítás
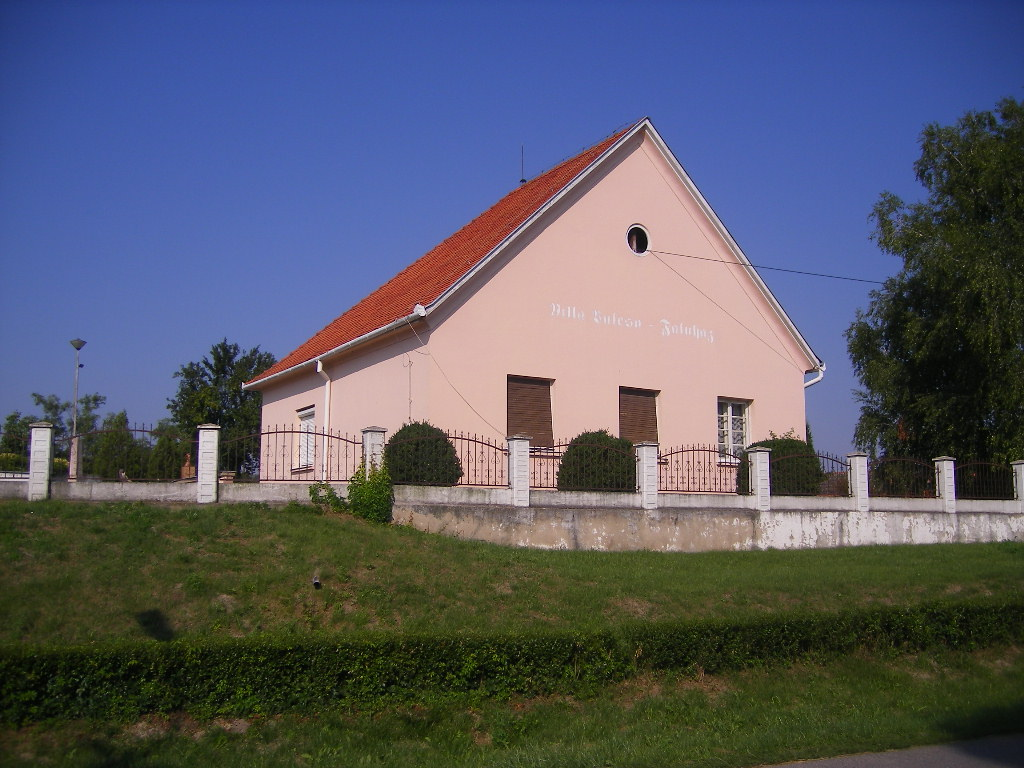
Faluház
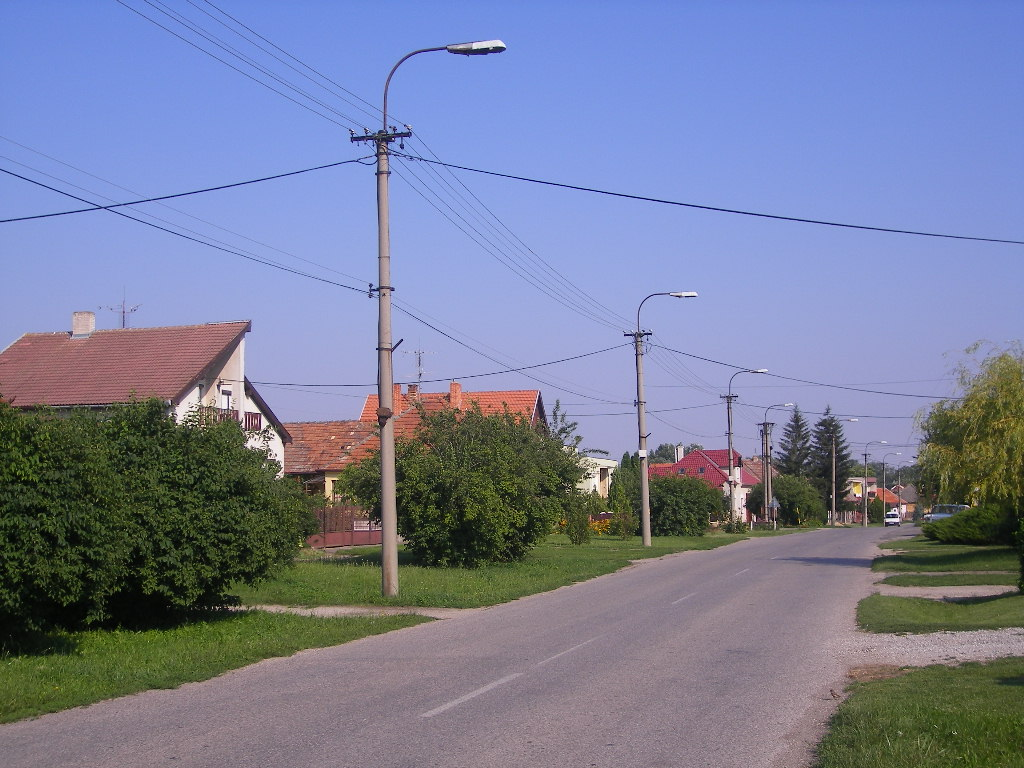
Búcsi utcakép
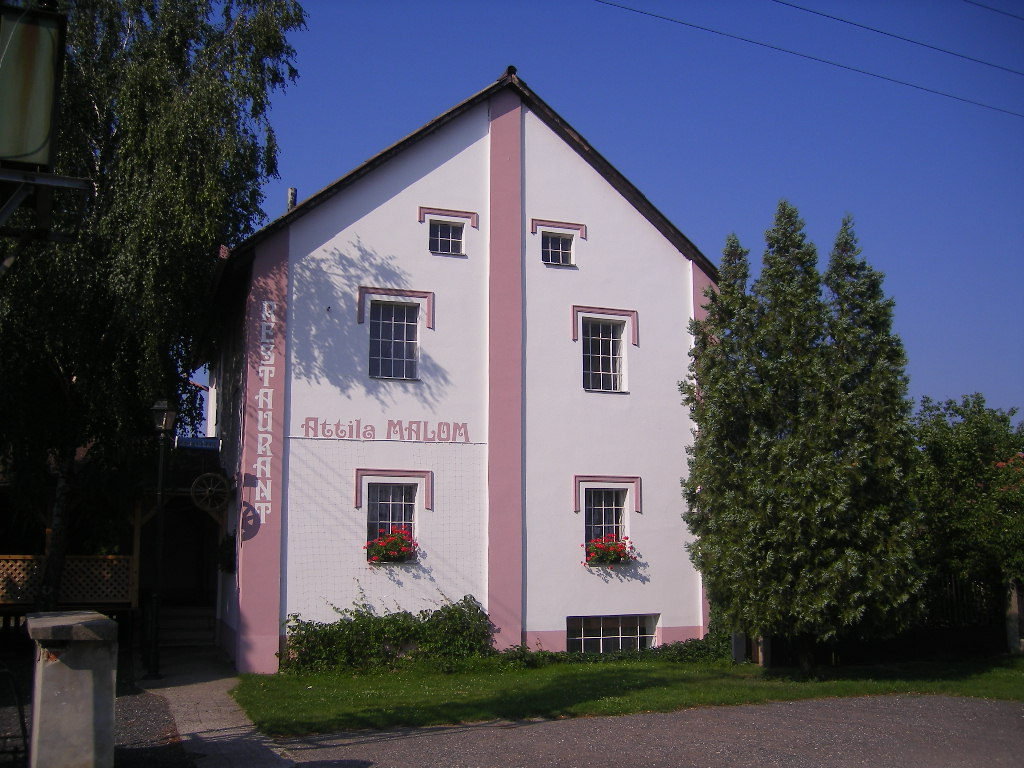
Attila malom
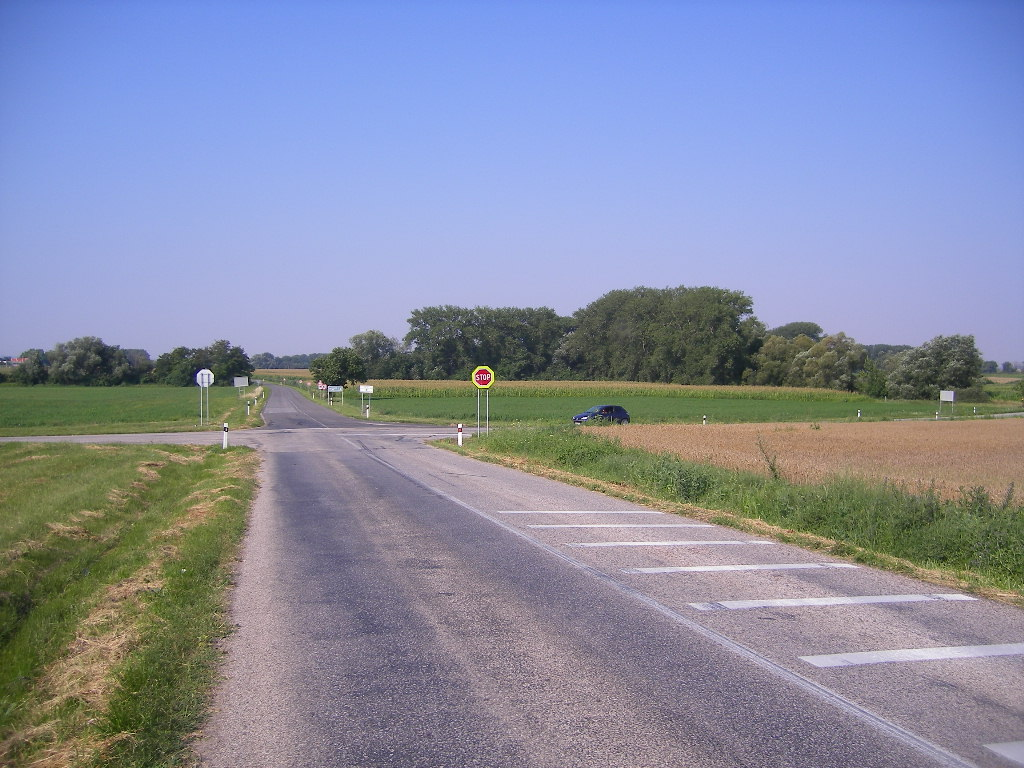
Útkereszteződés a falutól északra
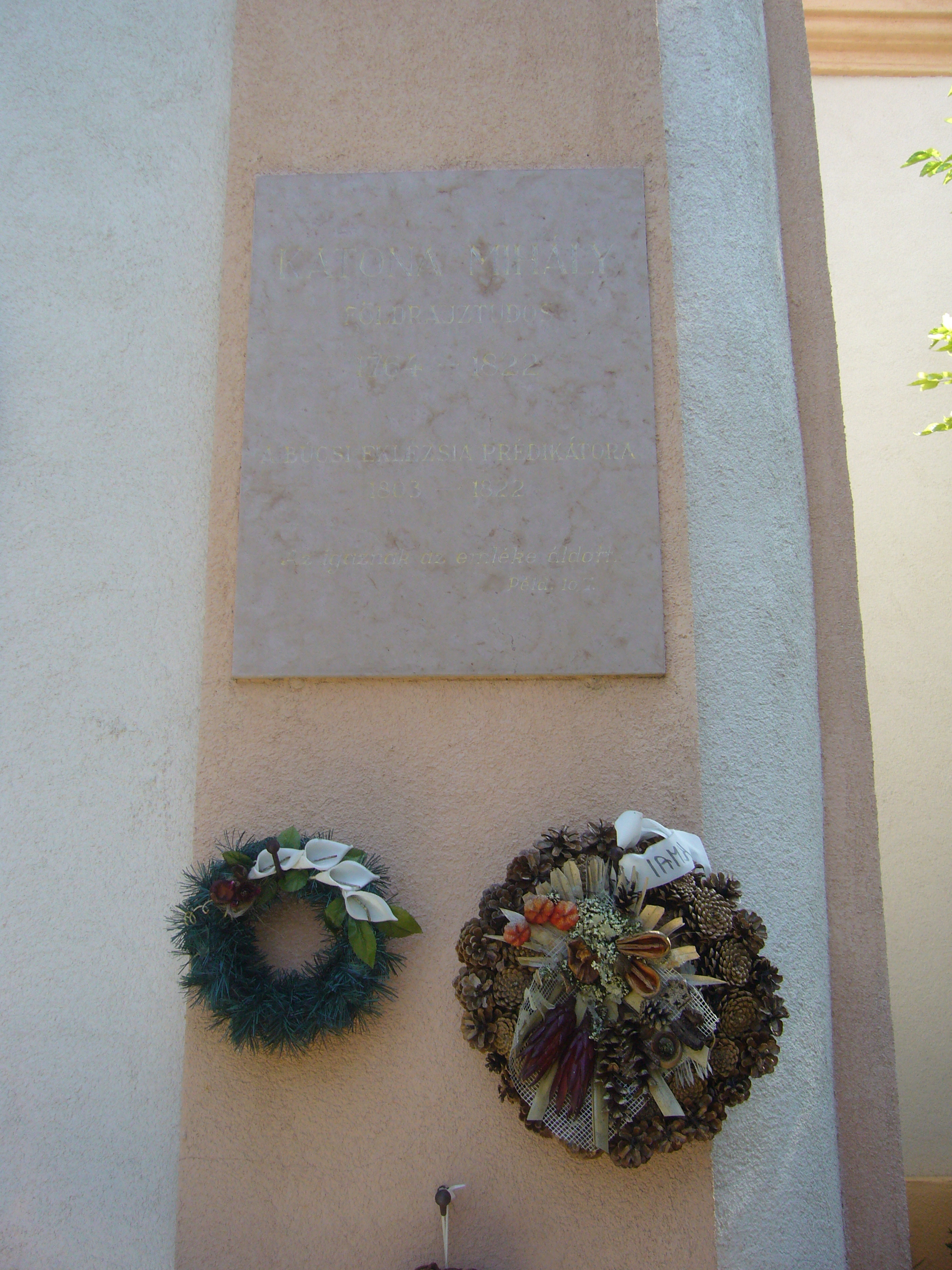
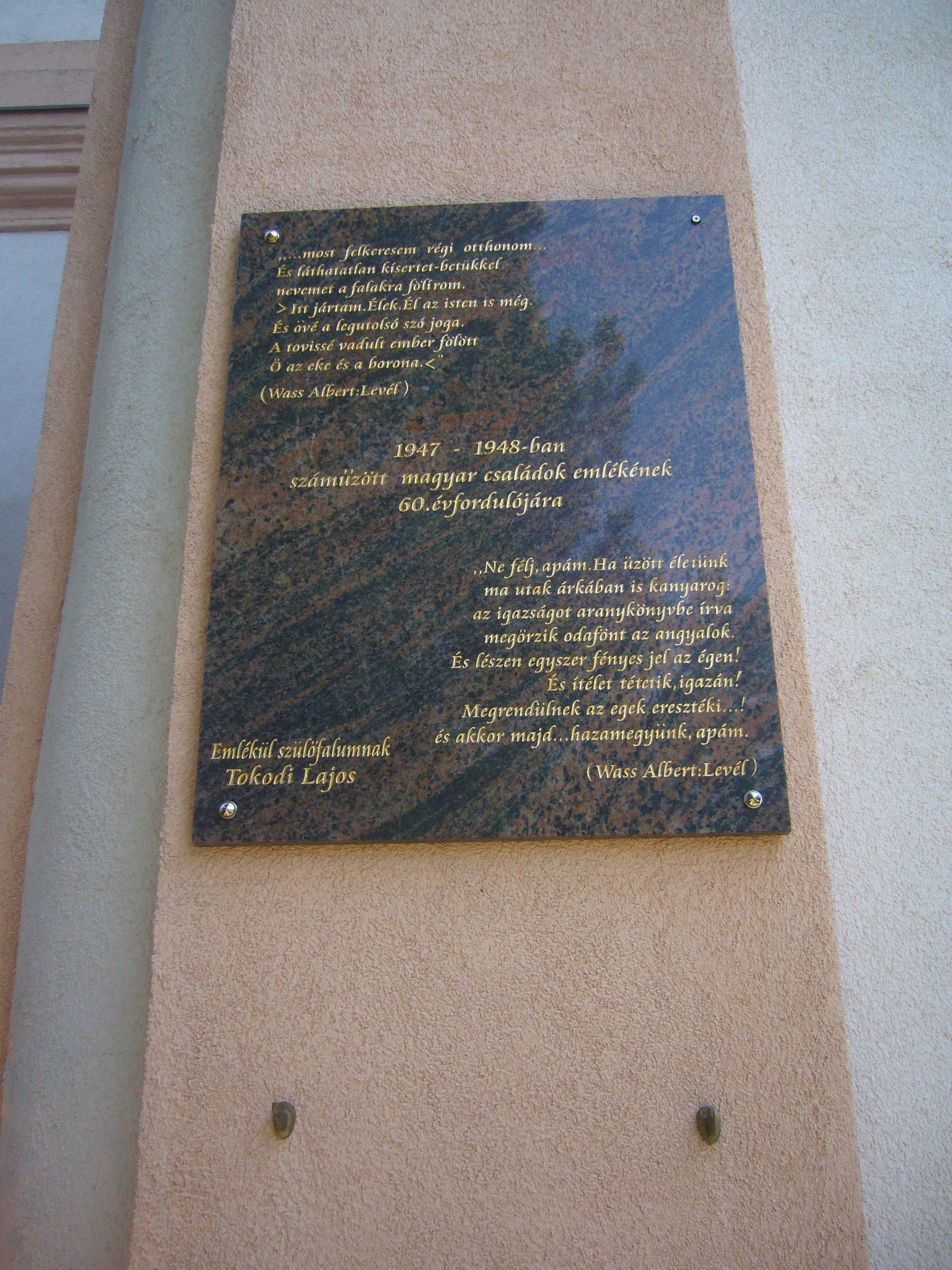
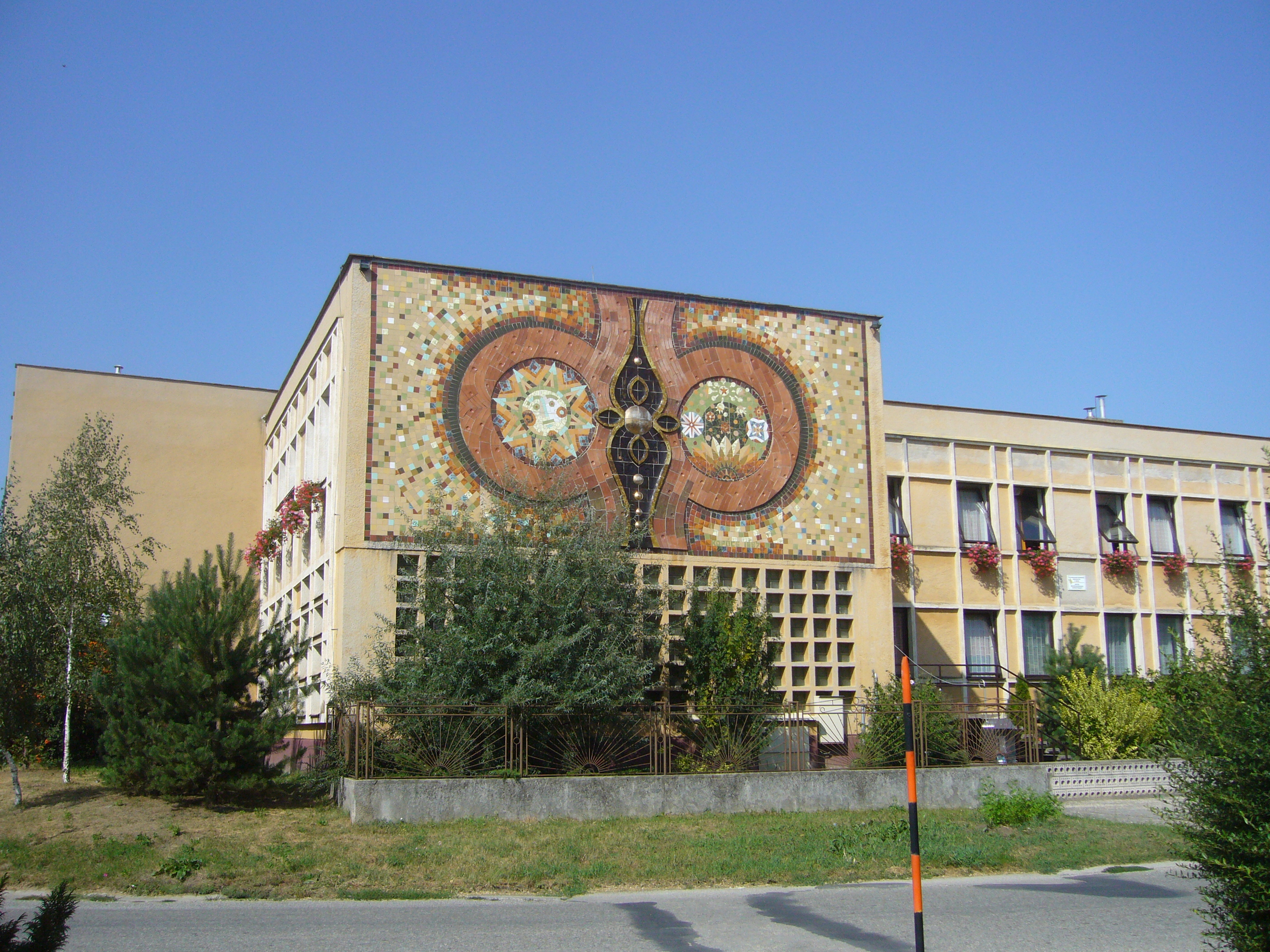
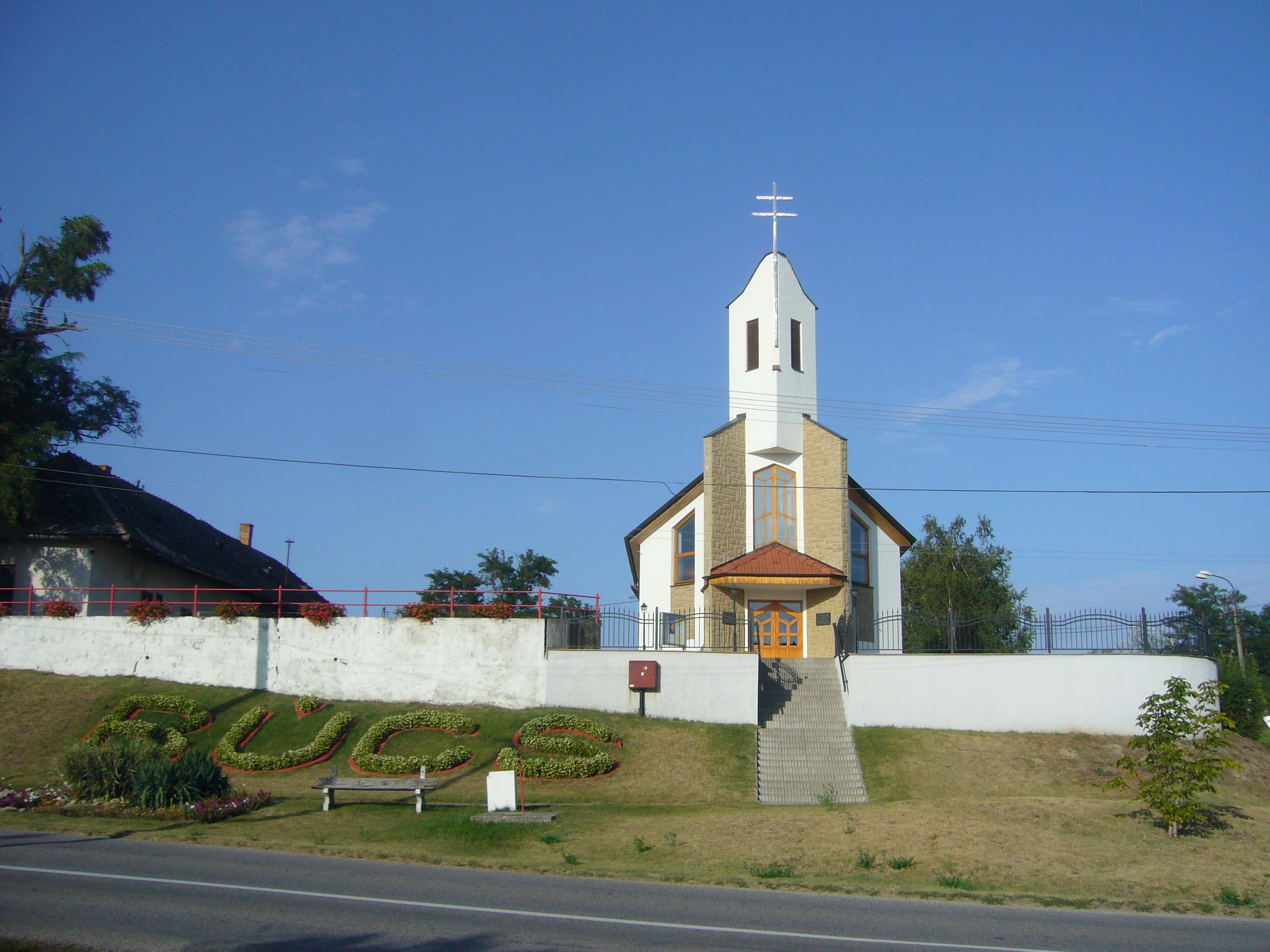
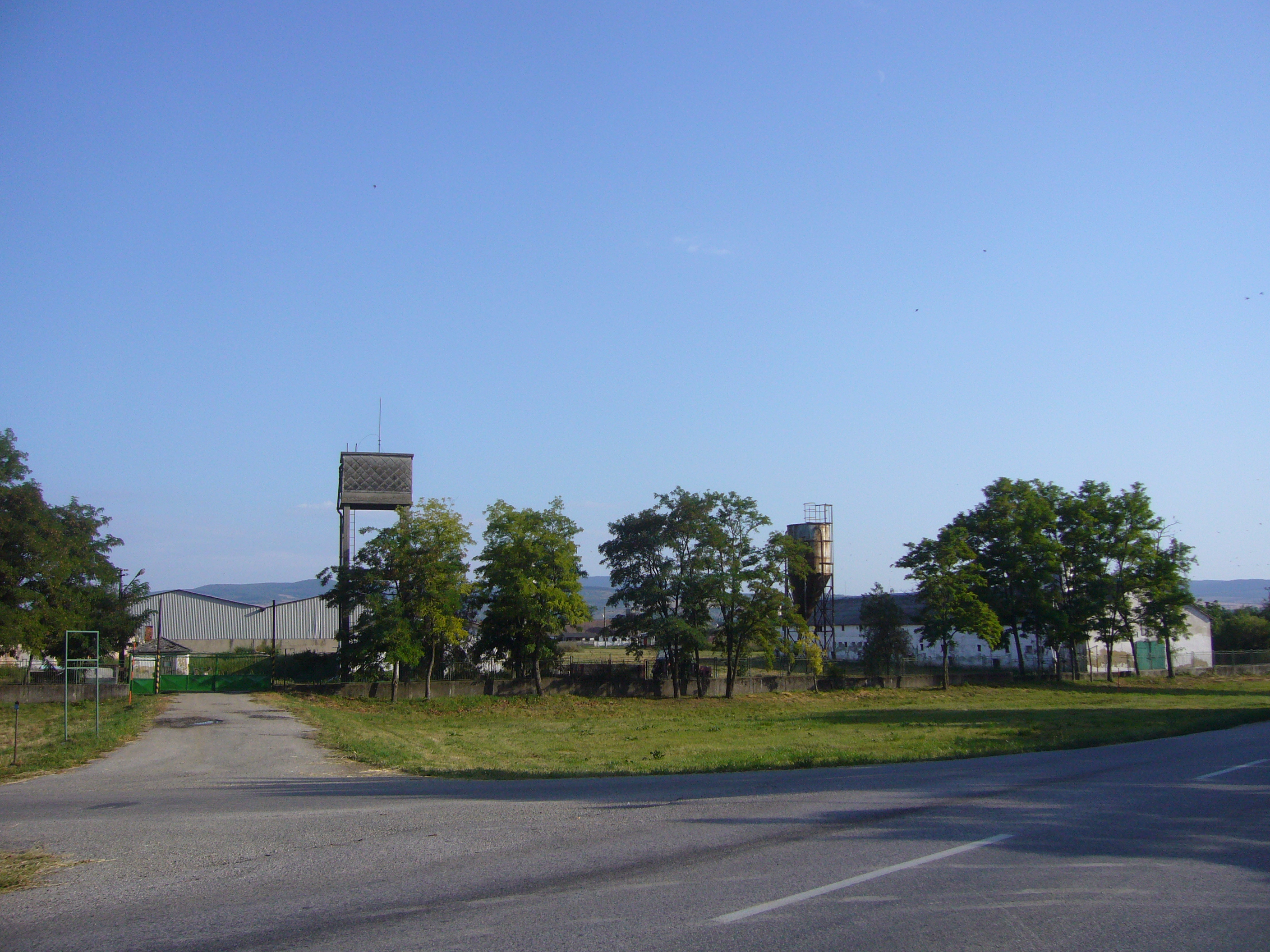